# Lactarius helodes
Espèce
Lactarius helodes est une espèce de champignons de la famille des Russulaceae. Il est aussi connu sous le nom de Lactaire des marais ou Lactaire faux-trivial.

## Description
Le chapeau du sporophore est de couleur orange et crème. Le reste du sporophore est également de couleur crème.
Il sécrète un lait de couleur blanche.

## Confusion
Le lactaire des marais peut parfois être confondus avec le Lactarius trivialis, ou lactaire trivial, lorsque ce dernier se décolore en vieillissant.

## Habitat et répartition
Ce champignon se développe sous les feuillus comme les bouleaux. On le trouve notamment dans les boulinières tourbeuses à sphaignes.

## Systématique
Le nom correct complet (avec auteur) de ce taxon est Lactarius helodes A.Favre (d) & Guichard (d).

## Statut de protection et menaces
Une étude, publiée en avril 2024, menée conjointement en France par l’UICN, l’OFB, le MNHN et l’AdoniF sur le statut de conservation dans le pays de plus de 250 champignons ; classe cette espèce Lactarius helodes dans la catégorie EN (en danger),.
L'espèce est danger critique d'extinction dans la région AURA, en France, car son habitat y est menacé par le changement climatique. Elle est également affectée par le stress hydrique généré par l'exploitation forestière et la création d'infrastructures routières.